# Трансмонтана і Верхнє Дору

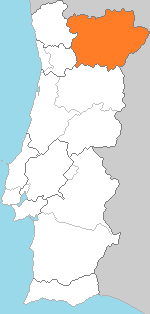
Трансмонтана і Верхнє Дору

Трансмонта́на і Ве́рхнє До́ру (порт. Trás-os-Montes e Alto Douro, МФА: [ˈtɾaz-uʒ-ˈmõ.tɨz i ˈaɫ.tu ˈdo.ɾu]) — у 1936—1976 роках провінція Португалії. Розташовувалася на північному сході країни, в басейні річки Дору. Адміністративний центр — місто Віла-Реал. Площа — близько 10 тисяч км², населення — близько 600 тисяч осіб (1970). Виноробний регіон Верхнє Дору внесений до Списку об'єктів Всесвітньої спадщини ЮНЕСКО (2001). Скорочено — Трансмонтана («Загір'я»).

## Історія

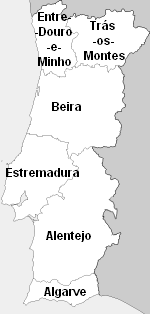
6 історичних провінцій Португалії

Первісна назва — Трансмонта́на (лат. Transmontana, порт. Trás-os-Montes, Траз-уш-Монтеш, «Загір'я»). Була однією з шести історичних провінцій Португальського королівства. Розташовувалася на північному сході країни, на південь від Галісійських гір, в межах річок Тамега на заході й Дору на півдні. До кінця XVI століття називалася комаркою. Назва походить від гірського масиву, який відділяє провінцію на заході від іншої провінції Дурмінії (Дору-Міню). На півночі межувала з Галісією; на підні — з португальською провінцією Бейра; на сході і південному сході — з Леоном . Довжина з півночі на південь — близько 110 миль, ширина з заходу на схід — 80 миль. Рельєф переважно гористий. Основу господарства становило виноробство, вирощування фруктів різних сортів та полювання на багату дичину. 1936 року перейменована на провінцію Трансмонтана і Верхнє Дору.

## Муніципалітети
Муніципалітети, що входили до складу Трансмонтани і Верхнього Дору в 1936—1979 роках:
- Округ Віла-Реал (всі 14)

1. Аліжо
2. Ботікаш
3. Валпасуш
4. Віла-Пока-де-Агіар
5. Віла-Реал
6. Мезан-Фріу
7. Мондін-де-Башту
8. Монталегре
9. Мурса
10. Пезу-да-Регуа
11. Рібейра-де-Пена
12. Саброза
13. Санта-Марта-де-Пенагіан
14. Шавеш

- Округ Браганса (всі 12)

1. Алфандега-да-Фе
2. Браганса
3. Віла-Флор
4. Віміозу
5. Віняйш
6. Карразеда-де-Ансіайнш
7. Маседу-де-Кавалейруш
8. Міранда-ду-Дору
9. Мірандела
10. Могадору
11. Торре-де-Монкорву
12. Фрейшу-де-Ешпада-а-Сінта

Округ Візеу (4 з 24)
1. Армамар
2. Ламегу
3. Сан-Жуан-да-Пешкейра
4. Табуасу

Округ Гуарда (1 з 14)
1. Віла-Нова-де-Фош-Коа